# Medal Afryki Północnej
Medal Afryki Północnej (fr. Médaille d’Afrique du Nord) – francuskie wojskowe odznaczenie, ustanowione 29 kwietnia 1997, zastąpione 12 kwietnia 2002 nowym Medalem Wdzięczności Narodu, który będąc rozszerzonym pod względem zasięgu nadawania, jest wyposażany w okucie „AFRIQUE DU NORD” w przypadku pokrywania się wymagań czasowych i geograficznych z poprzednikiem.
Medal był przyznawany osobom wojskowym i cywilnym, które otrzymały „Tytuł Wdzięczności Narodu” (tytuł stworzony pierwotnie dla tych, którzy nie mogli otrzymać tytułu kombatanta, ponieważ operacje utrzymania porządku na terytorium francuskim nie były traktowane jako udział w wojnie) za udział (co najmniej 90 dni) w operacjach w Afryce Północnej w następujących krajach i okresach:
- Algieria – od 31 października 1954 do 2 lipca 1962;
- Maroko – od 1 czerwca 1953 do 2 lipca 1962;
- Tunezja – od 1 stycznia 1952 do 2 lipca 1962.

Tytuł i medal bez wymaganych 90 dni mogły otrzymać także osoby ranne lub chore podczas odbywania służby i ewakuowane.